# Jojo Falk
Jojo Falk, född 1970, är en svensk illustratör och serieskapare. Hon har i samarbete med manusförfattaren Tomas Zackarias Westberg gjort seriealbumen 24 minuter från T-centralen, Samtidigt i Blackeberg och Ett plus – vårat nya liv som småbarnsföräldrar. Dessutom har hon illustrerat böcker av bland andra Bengt-Erik Engholm, däribland boken Fakirer som år 2010 vann Bokjuryns pris i kategorin facklitteratur. Hennes teckningar och illustrationer har synts på Arlas mjölkpaket.
Falk har även sedan 1994 medverkat i tidningen Kamratposten.